# Kateter
Katéter je cevast, navadno upogljiv inštrument za odstranjevanje ali dovajanje tekočin organizmu in za diagnostične namene, npr. arterijski, infuzijski, uretralni, uretrov, urinski, venski, žilni kateter. Po navadi so tanki in upogljivi in jih imenujemo mehki katetri, redkeje v določene namene pa se uporabljajo večje in trdejše cevke, t. i. trdi katetri. Lahko so začasni ali trajni.

## Zgodovina
Stari Sirijci so poznali katetre, izdelane iz trstike, stari Grki pa so v sečnico vstavljali votle kovinske cevke in z njimi praznili sečne mehurje. Njihova sodobna uporaba se je začela z letom 1868, ko je N. B. Sornborger patentiral iglo in kateter za vstavljanje v telo in možnostjo nadzora globine vstavitve.